# Rootes
Rootes Group або Rootes Motors Limited — колишній британський автовиробник, великий автодистриб'ютор. Компанія базувалася в Мідлендсі та на півдні Британії.

## Про компанію
1928 року брати Рутс, Вільям і Реджинальд, успішні автодистриб'ютори, вирішили взятися за виробництво продукції, яку вони продавали. Один брат зайнявся силовими агрегатами, другий — системами рульового управління й гальмування.
За фінансової підтримки Prudential Assurance брати купили кілька відомих британських автовиробників, включаючи Hillman, Humber, Singer, Sunbeam, Talbot, Commer і Karrier, контролюючи їх через материнську компанію Humber Limited, де братам належало 60 % акцій.
На початку 1960-х років група Rootes володіла автомобільними заводами в Мідлендсі в містах Ковентрі і Бірмінгемі, на півдні Англії в Актоні, Лутоні й Данстеблі, а також новітнім заводом на заході Шотландії в Лінвуді.
Зі своїх офісів в Девоншир-хаусі, Пікаділі, в Лондоні вони контролювали експорт і міжнародні поставки компанії Rootes та інших автовиробників, а також свої локальні дистриб'юторські й сервісні операції в Лондоні, Кенті, Бірмінгемі і Манчестері. Окрім того, у дев'яти країнах за межами Британії працювали складальні заводи компанії.
Rootes Group була недостатньо капіталізована й не змогла впоратися з виробничими проблемами й збитками через запуск виробництва нового малолітражного автомобіля з алюмінієвим двигуном — Hillman Imp 1963 року.
За взаємною згодою з 1964 року над Rootes Motors було встановлено контроль компанією Chrysler Corporation, яка стала повним власником компанії Rootes 1967 року. До кінця 1978 року останні з різних підрозділів компанії Chrysler у Британії було продано французьким фірмам Peugeot та Renault.